# Bangaloides
Bangaloides is een kevergeslacht uit de familie van de boktorren (Cerambycidae). De wetenschappelijke naam van het geslacht werd voor het eerst geldig gepubliceerd in 1975 door Breuning & Teocchi.

## Soorten
Bangaloides is monotypisch en omvat slechts de volgende soort:
- Bangaloides strandi (Breuning, 1936)